# Lal Haveli
Lal Haveli (The Red Bungalow) es una película de Bollywood. Se estrenó en 1944. La película fue dirigida por KB Lall, para quien fue un debut como director. Lall había empezado su carrera interpretando a un villano en Bharosa (1940) de Sohrab Modi, y como "guionista" con V. C. Desai dirigió la película Radhika (1941), produciendo finalmente Savera (1942) dirigida por VC Desai, antes de pasar la mano en la dirección con Lal Haveli .
La historia de la película fue escrita por RS Chowdhury con diálogos de Wajahat Mirza y Agha Jani Kashmiri . La música fue compuesta por Mir Saheb con letra de Shums Lacknowi. Faredoon Irani fue el director de fotografía. El elenco incluyó a Noor Jehan, Surendra, Yakub, Kanhaiyalal, Ulhas, Vatsala Kumtekar y Baby Meena Kumari interpretando el papel del joven Noor Jehan.
La película está ambientada en el norte de la India e involucra a un patriarca feudal que, aunque se enfrenta a problemas monetarios, continúa con una pretensión de los viejos tiempos. Su hija mayor se fuga con un soldado y la menor está enamorada del hijo de un exsoldado que vive en el pueblo. 

## Trama
El aristócrata Thakur (Badri Prasad), vive en la Lal Haveli (Mansión Roja) con su hija menor Mukta (Noor Jehan). El honor del Thakur ha sufrido un trágico golpe cuando su hija mayor, Lal Kunwar se fuga con un soldado común. Aunque la casa se maneja de la manera antigua y fastuosa, hay escasez de fondos, con la mansión hipotecada a un viejo amigo de Rajput, Lacchman Singh. 
Mukta y Anand (Surendra) han sido amigos de la infancia, que se enamoran cuando crecen y juran casarse. Anand es el hijo desempleado de un exsoldado y un vecino cercano de Mukta. Manglu (Yakub), un tipo duro pero inteligente, es amigo íntimo de Anand y los dos están siempre juntos y se ayudan mutuamente. 
Thakur le pide a Mukta que asista a la boda de la hija de Lachhman Singh en la ciudad. Allí conoce al suave Jawahar, el hijo de Lachhman, que se enamora de ella y quiere casarse con ella. Su padre está encantado con la idea, sobre todo porque está en deuda con Lachhman. Mukta accede a las súplicas de su padre enfermo. Jawahar viene a visitar la casa del Thakur y Anand en un ataque de celos le dispara, hiriéndole gravemente. Manglu y Anand abandonan la aldea y se unen al ejército desde donde son enviados a la guerra. 
El herido Jawahar necesita una transfusión de sangre para salvar su vida. La sangre de Mukta coincide y puede ayudar a Jawahar donando su sangre. En la ceremonia de matrimonio, el Pandit (sacerdote) (Kanhaiyalal), detiene la boda diciendo que como la sangre de Mukta corre en el cuerpo de Jawahar, ahora son hermano y hermana. Este razonamiento atrae al anticuado Thakur, que cancela la boda. Anand recibe una herida durante la guerra y es enviado a casa desde el ejército. Manglu también regresa trayendo a una enfermera que conoció en el hospital como su novia. Finalmente, Jawahar, después de una resistencia inicial acepta a Mukta como su hermana y le da su mano en matrimonio a Anand. 

## Reparto
- Noor Jehan como Mukta
- Surendra como Anand
- Yakub como Manglu, el amigo de Anand
- Ulhas como Jawahar
- Kanhaiyalal como Chacha (tío)
- Maya Banerji
- Vatsala Kumtekar
- Badri Prasad como el padre de Mukta
- Ghory
- Meena Kumari como la joven Mukta
- Brijrani
- Alaknanda

## Reseña y crítica
Lal Haveli se estrenó el 15 de diciembre de 1944, en el cine del Capitolio, Bombay. La crítica del film lo describió como "Aburrido y brillante, pero entretenido", la dirección se declaró "buena en partes" pero con "pobres valores de producción". La música, compuesta por Mir Saheb fue "buena en todo". Entre los actores, Yakub y Kanhaiyalal fueron elogiados por "ganarle fácilmente a los otros" en la actuación. El comentario general fue: "Lal Haveli continúa entreteniendo a lo largo de toda su duración porque la trama básica tiene un cierto suspenso natural".
Lal Haveli es considerado como uno de los "tres superhits" del actor Surendra, los otros dos son Bharthari (1944) y Anmol Ghadi (1946). Para Yakub, que fue declarado "el villano más prohibitivo de la pantalla" y por lo tanto un actor "muy solicitado" para papeles de villano, la película fue un cambio popular hacia un papel de comedia no villano. El éxito de la película, llamada un "éxito fugitivo" se atribuyó al elemento de comedia infundido en gran medida en la historia por Yakub en el papel del amigo de Surendra. La química entre los dos actores fue apreciada por el público, especialmente en las escenas en las que se burlan del Pandit, interpretado por Kanhaiyalal. 

## Banda sonora
La música fue compuesta por Mir Saheb con letras escritas por Shums Lucknowi. Una de las canciones notables fue "Teri Yaad Aayi" cantada por Noor Jehan. Surendra y Noor Jehan tenían un par de duetos "memorables" "Dil Leke Mukar Na Jaana" y "Mohania Sundar Mukhra Khol". Los cantantes eran Noor Jehan, Surendra y C. Ramchandra. Una de las canciones de la voz de Noor Jehan, "Aao Mere Pyaare Sanwariya" fue compuesta por C. Ramchandra, que entonces ayudaba a Mir Saheb en la dirección musical. Es la única canción acreditada que ha sido grabada entre el compositor Ramchandra y Noor Jehan.

### Lista de canciones
| #  | Título                                                 | Cantante             |
| -- | ------------------------------------------------------ | -------------------- |
| 1  | "Arzi Sajan Par Dilwaye Doongi"                        |                      |
| 2  | "Banti Nazar Aati Nahin Tadbir Hamari"                 | Noor Jehan           |
| 3  | "Bhaiya Hamaaro Ji Aayein Hain Behanein"               | Noor Jehan           |
| 4  | "Teri Yaad Aaye Sawariya"                              | Noor Jehan           |
| 5  | "Hasino Ki Galiyon Ke Hote Hain Phere (Yehi Fiqr Hai)" | Surendra             |
| 6  | "Kyun Man Dhunde Prem Nadi Ka Kinara"                  | Surendra             |
| 7  | "Dil Le Ke Mukar Na Jana"                              | Surendra, Noor Jehan |
| 8  | "Mohaniya Sundar Mukhada Khol"                         | Surendra, Noor Jehan |
| 9  | "Tum Bhool Ke Phande Mein Hasino Ke Na Aana"           | C. Ramchandra        |
| 10 | "Mohe Le Chal Balam Mele Mein"                         | Vatsala Kumtekar     |
| 11 | "Ga Re Panchi Ga"                                      | Surendra, Noor Jehan |